# Ristella beddomii
Ristella beddomii är en ödleart som beskrevs av  George Albert Boulenger 1887. Ristella beddomii ingår i släktet Ristella och familjen skinkar. Inga underarter finns listade i Catalogue of Life.
Arten lever i floden Sharavati i norra delen av distriktet Uttara Kannada i Indien. Artepitet i det vetenskapliga namnet hedrar Richard Henry Beddome. Ödlan lever i kulliga områden och i bergstrakter mellan 400 och 1300 meter över havet. Exemplaren vistas i fuktiga skogar. De gömmer sig ofta i lövskiktet eller under stenar.
För beståndet är inga hot kända. Hela populationen anses vara stor. IUCN listar arten som livskraftig (LC).